# شجاع الدين محمد خان
شُجَاعُ الدِّيْنِ مُحَمَّد خَان (بالبنغالية: সুজাউদ্দীন মুহম্মদ খাঁন) (1670.ت – 26 أغسطس 1739) كانَ نواب البنغال الذي اعتَلى مسندها (العرش) في 1 تمُّوز 1727 وتُعدّ فَترَةُ حُكمِه مِنْ أكثَرِ الفَترَات ازْدِهارًا وَرَخاءً وَرَفاهيّةً فِيْ صوبة البنغال. دامَ حُكْمُه اثنا عشَر عَامًا إلى أن توفّي بسَببِ مَرضِه فِي مرشد أباد بتَاريخ 26 آب 1739م فَخلفَهُ في الحُكْم ابنُه سرفراز خان فِي مسند البنغال وأوديشا وبهار.